# Герульф (граф Західної Фризії)
Герульф Молодший (нім. Gerulf, нід. Gerolf; бл. 850–895/896) — граф Західної Фризії та Кеннемерланду. Відомий також як Герульф II.

## Життєпис
На думку більшості своїх дослідників вів рід від фризького короля Альдгісла. Був ймовірно сином або онуком Герульфа Старшого, графа Західної Фризії. Можливо його батьком був хтось з молодших синів Герульфа Старшого. Висувається версія, що Герульф народився вже після зречення Герульфа Старшого від влади.
Народився близько 850 року. Успадкував родинні володіння після смерті брата або стрийка Ґергарта, що сталося між 855 та 859 роками. Через малий вік фактичним правителем був стрийко Віггінг. Втім напевне спочатку графом став саме Віггінг, а Герульф отримав графство вже після смерті останнього, що сталася до 870 року.
У 873 році спільно з Альбдагом, графом Східної Фризії, успішно воював проти Хродульфа, графа Рюстрінгену. Перша письмова згадка про Герульфа відноситься до 882 року, коли він отримав графство Кеннемерланд.
885 року Герульф разом з саксонським графом Гардольфом при потуранні Генріха, маркграфа Норманської Нейстрії в Гондервілі (або Геріспісі) вбили Готфріда, герцога Фризії, який постійно здійснював напади на Східнофранкське королівство.
889 року Герульф від східнофранкського короля Арнульфа I отримав місто Тіл з навколишніми землями та місто Лейден з територіями біля гирла Рейну. Помер у 895 або 896 році. Йому спадкували сини або небіжі Вальдгар і Дірк I.